# Morlaix (Ärmelkanal)
Der Morlaix (im Oberlauf: Jarlot) ist ein Küstenfluss in Frankreich, der im Département Finistère in der Region Bretagne verläuft. Er entspringt westlich des Weilers Le Quillou im Gemeindegebiet von Plougonven und entwässert generell in nordwestlicher Richtung durch den Regionalen Naturpark Armorique. Bei der Stadt Morlaix nimmt der Fluss ebenfalls den Namen Morlaix an, bildet einen Mündungstrichter und erreicht bei Locquénolé nach insgesamt rund 24 Kilometern in der Bucht Rade de Morlaix den Ärmelkanal.
Der dort von rechts mündende Fluss Dourduff ist nach offiziellen Angaben kein Nebenfluss des Morlaix, sondern ein eigenständiger Küstenfluss.

## Orte am Fluss
(in Fließreihenfolge)
- Plourin-lès-Morlaix
- Morlaix
- Locquénolé

## Sehenswürdigkeiten
- Eisenbahnviadukt Viaduc de Morlaix über den Fluss – Monument historique[4]
- Botanischer Garten von Suscinio (fr: Parc botanique de Suscinio) an der Flussmündung

## Einzelnachweise

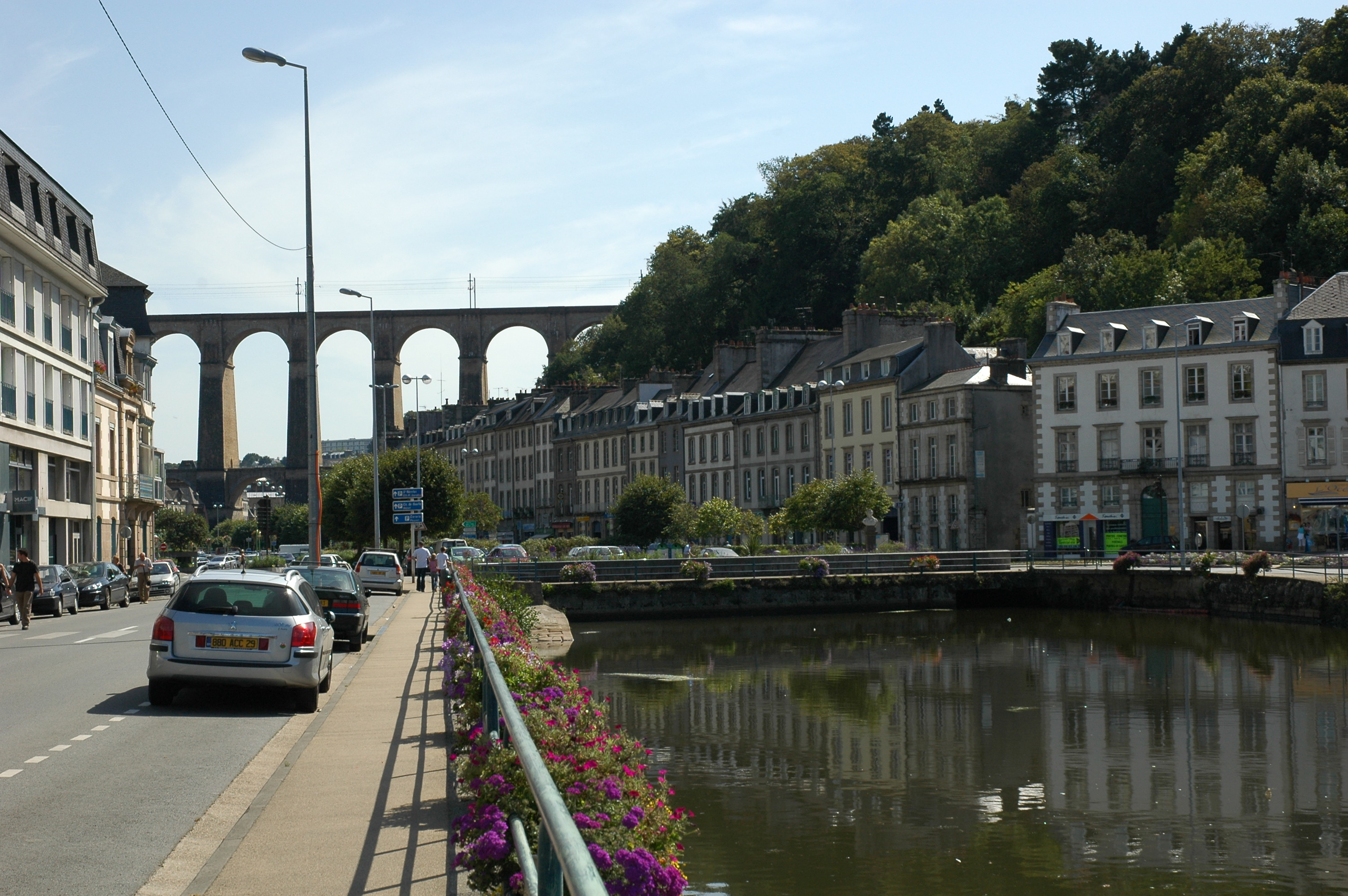
Viadukt von Morlaix
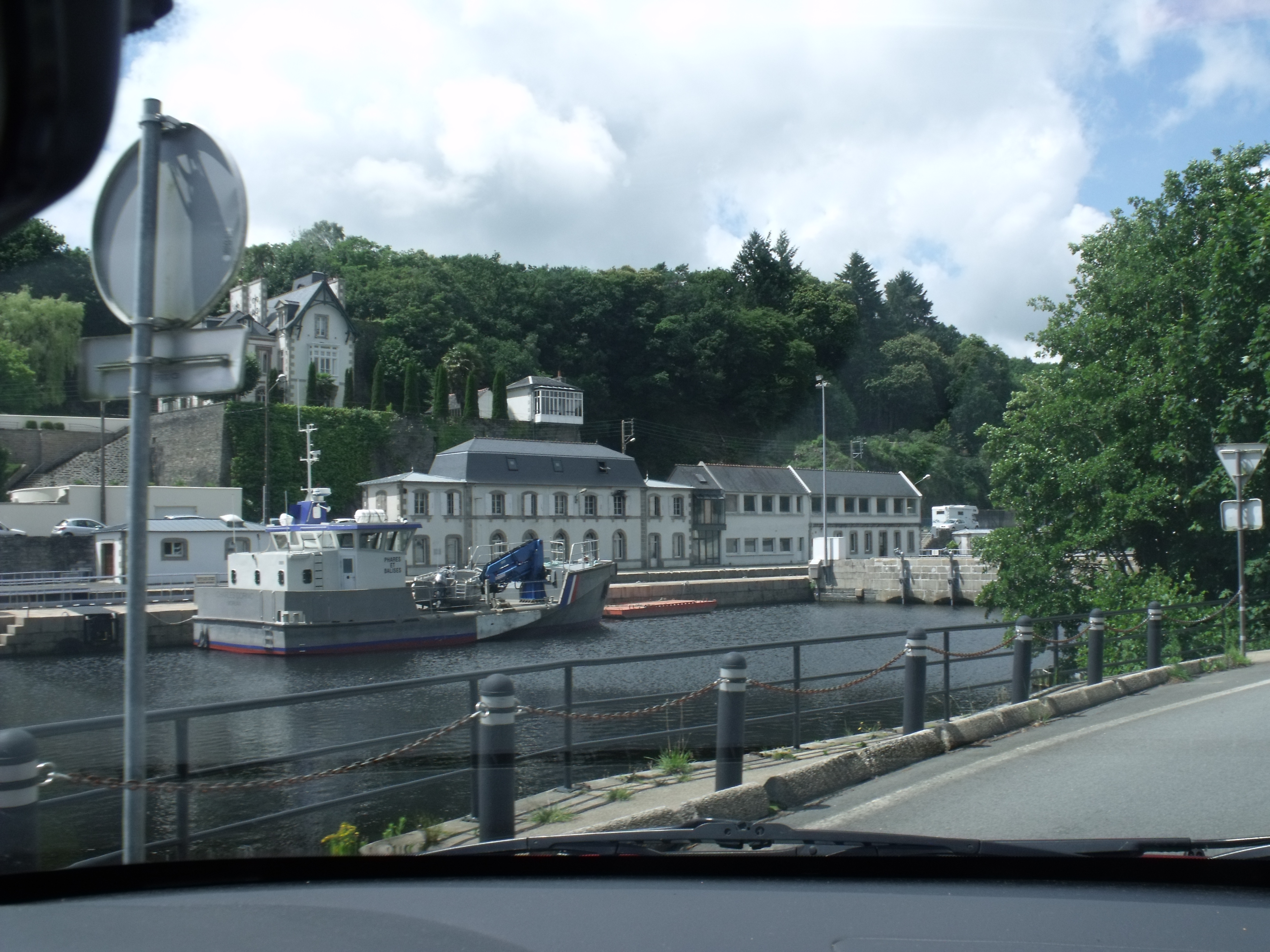
Hafen von Morlaix